# NGC 5465
NGC 5465 est une étoile située dans la constellation de la Vierge. L'astronome allemand Wilhelm Tempel a enregistré la position de cette étoile en avril 1882.
Les objets NGC 5465 et NGC 5467 (une autre étoile) n'ont pas d'entrées sur la base de données Simbad. Cependant, le logiciel Aladin pour ces deux objets pointent sur la même étoile dont la désignation dans Simbad est [KHL2000] NGC 5468 3. Cet étoile en réalité est NGC 5467.